# Esta é a Nossa Pátria Bem Amada
Esta é a Nossa Pátria Bem Amada (deutsch „Dies ist unser geliebtes Land“) ist die Nationalhymne von Guinea-Bissau. Text und Musik wurden von Amílcar Cabral verfasst, das Lied wurde mit der Unabhängigkeit im Jahre 1974 zur Nationalhymne. Bis 1996 wurde es auch als Nationalhymne von Kap Verde gespielt, bis es dort durch eine neue Nationalhymne, den Cântico da Liberdade ersetzt wurde.

## Portugiesischer Originaltext
Sol, suor e o verde e mar,

Séculos de dor e esperança:

Esta é a terra dos nossos avós!

Fruto das nossas mãos,

Da flor do nosso sangue:

Esta é a nossa pátria amada.
Refrain
Viva a pátria gloriosa!

Floriu nos céus a bandeira da luta.

Avante, contra o jugo estrangeiro!

Nós vamos construir

Na pátria imortal

A paz e o progresso!

Nós vamos construir

Na pátria imortal

A paz e o progresso! paz e o progresso!

Ramos do mesmo tronco,

Olhos na mesma luz:

Esta é a força da nossa união!

Cantem o mar e a terra

A madrugada e o sol

Que a nossa luta fecundou.
Refrain

## Deutsche Übersetzung
Sonne, Schweiß und das Grün und das Meer,

Jahrhunderte von Schmerz und Hoffnung;

Dies ist das Land unserer Ahnen.

Frucht unserer Hände,

Und die Blume aus unserem Blut:

Dies ist unser geliebtes Land.
Refrain
Lang lebe unser ruhmreiches Land!

Das Banner unseres Kampfes

Wehte in den Himmeln.

Vorwärts, gegen das fremde Joch!

Wir werden erbauen

Frieden und Fortschritt

In unserem unsterblichen Land!

Frieden und Fortschritt

In unserem unsterblichen Land!

Zweige aus dem gleichen Stamm,

Augen in demselben Licht;

Dies ist die Kraft unserer Einheit!

Das Meer und das Land,

Die Dämmerung und die Sonne singen davon

Dass unser Kampf Früchte hervorgebracht hat!
Refrain